# Roland Bautista
Roland Bautista (30. května 1951 – 29. února 2012) byl americký kytarista, dřívější člen skupiny Earth, Wind & Fire, ke které se připojil v roce 1972. Dále hrál například s Tomem Waitsem, skupinou The Jackson 5, Ramsey Lewisem, George Dukem a dalšími.

## Výběr z diskografie
- 1972 Last Days and Time – Earth, Wind & Fire
- 1975 Electric Collection – Ramsey Lewis
- 1975 Pressure Sensitive – Ronnie Laws
- 1976 Free as the Wind – The Crusaders
- 1977 Bautista – Roland Bautista
- 1977 Friends & Strangers – Ronnie Laws
- 1977 Genie – Bobby Lyle
- 1977 New Warrior – Bobby Lyle
- 1977 Peddlin' Music on the Side – Lamont Dozier
- 1978 Blue Valentine – Tom Waits
- 1978 Destiny – The Jacksons
- 1978 Flame – Ronnie Laws
- 1978 Images – The Crusaders
- 1978 Land of Passion – Hubert Laws
- 1978 Heat of the Wind – Roland Bautista
- 1978 Midnight Believer – B. B. King
- 1978 Heartattack and Vine – Tom Waits
- 1979 Street Life – The Crusaders
- 1980 Now We May Begin – Randy Crawford
- 1980 Rhapsody and Blues – The Crusaders
- 1980 Routes – Ramsey Lewis
- 1981 Raise! – Earth, Wind & Fire
- 1981 The Crusaders Live in Japan – The Crusaders
- 1982 Powerlight – Earth, Wind & Fire
- 1983 Electric Universe – Earth, Wind & Fire